# Escantillón
Los escantillones son un patrón o guía a seguir en la construcción o fabricación de un objeto.
No todos los escantillones son iguales, cada uno depende del objeto que se va a construir.
Los escantillones pueden variar desde una pequeña varilla en la construcción de una puerta o escritorio, hasta un complejo diagrama como en la fabricación del calzado.

## Función
Una de las funciones de los escantillones es que dos o más productos similares tengan las mismas medidas, y así poder decir que son realmente similares.
También los escantillones eliminan el hacer todo un proceso de nuevo de un producto cuando queramos más de uno de su misma clase.
Por ejemplo, si no existiesen los escantillones, un carpintero, después de hacer una puerta, si quisiera volver a hacer otra igual, necesitaría tener que volver a hacer todo el proceso, todas las medidas y todo el trabajo.
En cambio, teniendo los escantillones ya tiene "un diagrama" para volver a hacer una puerta igual.

## Tipos de Escantillón
1. Corte Escantillón: utilizado principalmente en planos de arquitectura y estructuras, representa la materialidad, dimensiones y estructuración de un muro tipo. En ella se grafica por ejemplo, el tipo de pavimento, de fundació, la forma del vierteaguas, vigas, cielo y cubierta.
2. Regla Escantillón: es utilizada por los albañiles para el aparejo de bloques de ladrillos en la confección de un muro. Consta de dos varas verticales en las cuales se marcan las alturas de las hiladas para luego, por medio de una lienza entre las dos varas, guiar al albañil en la colocación del bloque, asegurando horizontalidad y regularidad en las hiladas. Nota: En Colombia la regla es conocida como Codal.

- Datos: Q5837538